# ویلگا
ویلگا شهری در شهرستان توئسه در استان بازگا در بورکینافاسوی مرکزی است و جمعیت آن ۱۰۰۰ نفر است.